# اختر (روزنامه)
اختر، نشریهٔ فارسی‌ای بود که در اواخر دوران قاجاریه در استانبول منتشر می‌شد.
روزنامهٔ اختر با حمایت سفیر ایران در عثمانی، میرزا محسن خان معین‌الملک (بعداً مشیرالدوله) و با کمک مالی دولت ایران تأسیس شد. مدیریت نشریه با محمدطاهر تبریزی و سردبیری آن با میرزا نجفعلی خان خویی مترجم و نایب سفارت ایران بود. شمارهٔ اول اختر در ۱۶ ذیحجهٔ ۱۲۹۲ قمری (۱۳ ژانویهٔ ۱۸۷۶ میلادی، برابر با ۲۳ دیِ ۱۲۵۴ خورشیدی) منتشر شد.
در سال ۱۲۹۳ قمری (۱۹۱۵میلادی) انتشار اختر متوقف شد و با کمک مالی از تهران در ۱۲۹۴ ق انتشار آن از سر گرفته شد. روزنامهٔ اختر از حمایت دولت عثمانی نیز برخوردار شد. از سال ۱۲۹۴ ق ادارهٔ نشریه به‌صورت شرکت درآمد و چند تن از تبعهٔ عثمانی هم شریک اختر گشتند.
اختر نشریه‌ای مترقی بود و نقشی بزرگ در بیداری ایرانیان داخل و خارج کشور داشت. نوشته‌هایی از نویسندگانی چون میرزا آقاخان کرمانی، میرزا یوسف خان مستشارالدوله، میرزا حبیب اصفهانی، و فتح‌الله خان شیبانی در روزنامهٔ اختر به چاپ می‌رسید.
انتشار اختر تا سال ۱۳۱۳ قمری (۱۸۹۵ میلادی، ۱۲۷۴ خورشیدی) ادامه داشت.

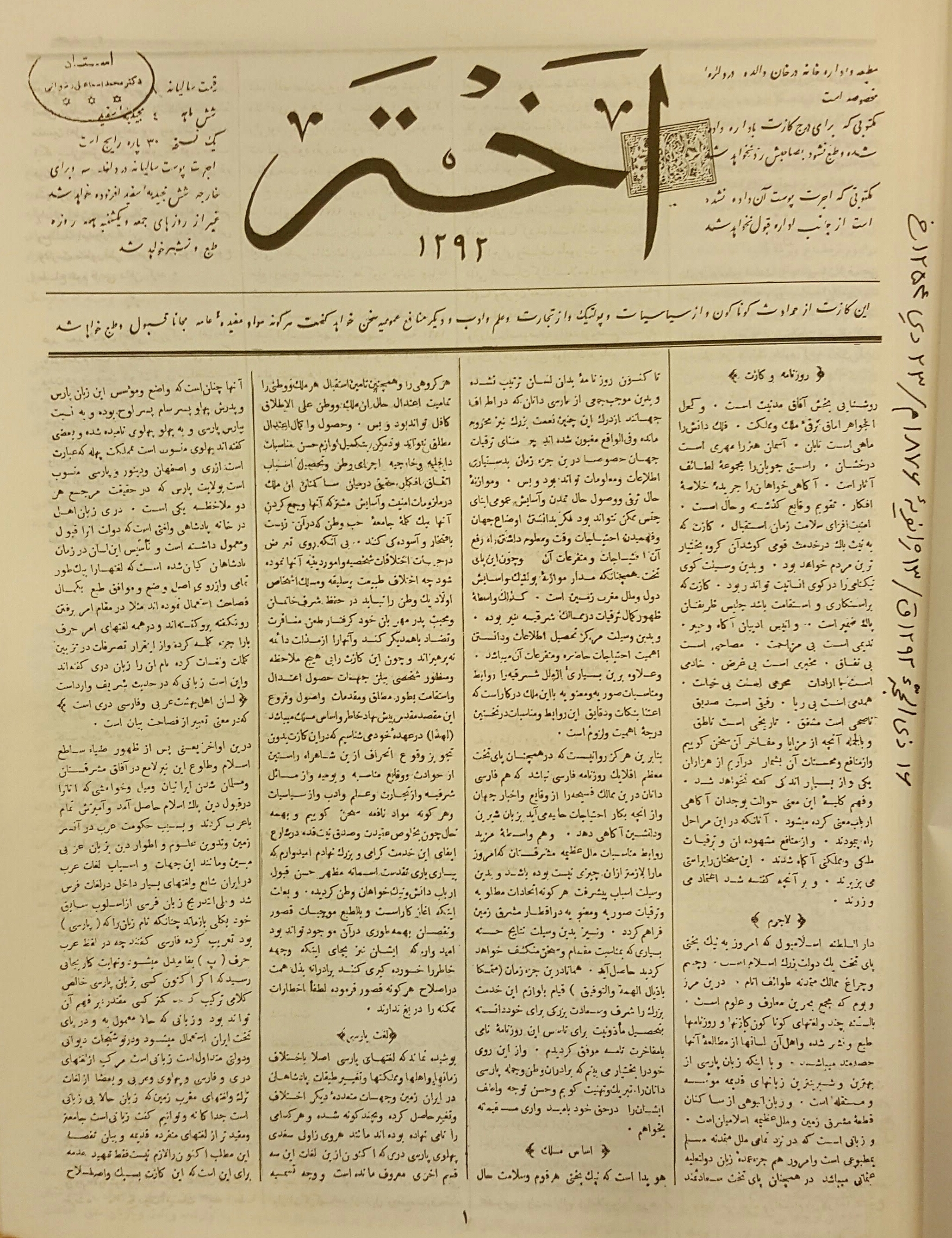
شمارهٔ اولِ اختر، ص ۱ (۱۶ ذیحجهٔ ۱۲۹۲ ق/ ۱۳ ژانویهٔ ۱۸۷۶ م، برابر با ۲۳ دیِ ۱۲۵۴ خ)